# Dragon's Dogma
『Dragon's Dogma』（ドラゴンズドグマ）は、カプコンより2012年5月24日に発売されたPlayStation 3、Xbox 360用ゲームソフト、またそのシリーズ作品。「ドラゴンズドグマ（Dragon's Dogma）」とは作品の鍵となる言葉で「竜の教え」を意味する。同シリーズのゲーム作品に『ドラゴンズドグマ クエスト』や『ドラゴンズドグマ オンライン』があるほか、コミカライズなども行われている。
本項では『Dragon's Dogma』と、その拡張版である『Dragon's Dogma Dark Arisen』についても併せて記述する。

## 概要
シリーズ第一作目で、剣と魔法の正統派ハイ・ファンタジーの世界を舞台とした、サードパーソン・アクションRPG。誰もが知る王道ファンタジーの世界観をイメージして製作され「世界を冒険する感覚」を追及したゲームデザインが特徴。ゲームの世界は3DCGで描かれたオープンワールドとなっており、サバイバルホラーの要素も含まれている。
本作の開発陣は『デビルメイクライ』シリーズなどの開発に携わった小林裕幸と伊津野英昭がそれぞれプロデューサーとディレクターを担当し、『ストリートファイター』シリーズのイラストで知られるイケノがアートディレクター、『モンスターハンター』などの音楽を手掛けた牧野忠義が作曲を担当している。伊津野が本作の準備中に『デビルメイクライ2』の制作に加わったため、企画は2008年まで凍結され10年近く寝かされていた。
2022年5月24日に『Dragon's Dogma』シリーズ10周年記念として、公式アニバーサリーサイトが作られた。また、同年6月17日の「ドラゴンズドグマ10周年ファンミーティング」動画にて『ドラゴンズドグマ2』が製作中であることが発表されて、2024年3月22日に『ドラゴンズドグマ2』が発売された。
2024年12月31日時点で、『Dragon's Dogma』シリーズ累計販売本数は1300万本を記録している。
そのうちの『Dragon's Dogma Dark Arisen』の本数の分を含めない、無印の『Dragon's Dogma』としては130万本の販売本数を記録した。

## ストーリー
グランシス半島南東の漁村カサディス。突如、飛来した深紅のドラゴンの襲撃を受け村はパニックに陥る。兵士の落とした剣を手に取った主人公はドラゴンに戦いを挑むも、その圧倒的強さには全く歯が立たず、その爪を心臓に突き立てられる。ドラゴンはその心臓を文字通り奪い、飛び去って行った。絶命したかに思われた主人公はドラゴンに選ばれし者“覚者（かくしゃ）”として甦る。主人公は奪われた心臓を取り戻すため旅に出るのであった。

### 舞台
グランシス半島
『Dragon's Dogma』の主な舞台。
カサディス
半島南東に位置する小さな漁村。主人公が暮らす村であり、冒頭にドラゴンの襲撃を受ける。
宿営地
カサディス近くの軍の野営拠点。メルセデスと初めて出会う場所であり、ハイドラの襲撃を受ける。
領都グラン・ソレン
半島のほぼ中央に位置する城壁都市。領王の居城と城下町で構成されている。
組合宿やポーンギルドが存在し、冒険の拠点となる。
エヴァーフォール
領都地下に広がる巨大な空洞。いつの時代に作られたか不明な謎の施設であり、スケルトンやオーガが巣食っている。
終盤、城下町の一部を飲み込み巨大な穴として姿を現す。界王の間へと繋がる輪廻の道。
穢れ山
半島北西に位置する竜の住処。頂には神殿や古の都市が築かれている。
黒呪島
『Dark Arisen』の主な舞台である島。
カサディスより遠く離れた場所に位置する孤島であり、覚者以外には近づくことができない。
地下に迷宮が広がり、半島には生息しない凶暴なモンスターが多数巣食う。幾多の覚者が彷徨い続け、その多くが屍と化した覚者の墓場。

### 用語
覚者
ドラゴンに選ばれし者とも呼ばれ、ドラゴンに心臓を奪われた者の総称。ドラゴンと関わった結果、強靭な肉体を得ており不老となっているが不死ではない。
一般にドラゴンを倒すことのできる唯一の存在とされており、大半の民衆が敬っている。一方で権力者達からは煙たがられている。
作中では主人公、エドマン、竜識者、ソフィア、サヴァンが該当する。『Dark Arisen』ではオルガ、バロック、グレーテ、アッシュ、アルサコスが該当し、また多くの覚者の遺骸を見ることができる。
ドラゴン
世界に災いを振り撒くもの、滅びを与えるもの。人間よりはるかに屈強な肉体、高度な知能を有する。
相手の心臓を奪うことで、その者を覚者とする。覚者の最も大切なものを生贄として差し出すか、戦うかを選択させる。生贄を差し出した者には王となる力を与え、一定期間の平和を与える。一方で刃向った者に対しては容赦なくその命を奪う。
その正体は神たる存在、界王に敗れた覚者のなれの果て。界王が自らの後継者となりえる者を探すために地上に遣わした。
ポーン
人の姿をしていながら、人ではない存在で、異界渡りや戦徒とも呼ばれる。人間に対して従順ではあるが、異端の存在として嫌うキャラクターもいる。
覚者はポーンと心を通わせることができ、一人のポーンを連れている（メインポーン）
覚者と共にいる期間が長いと魂の影響を受け、覚者の姿に似ていくという性質を持つ。
半島内では道中その姿を見かけることができ、また領都にはギルドが存在する。
『Dragon's Dogma Dark Arisen』での吹き替えは上田燿司、高橋英則、田村聖子、吉田聖子が担当している。
リム
ポーンが召喚される石。自分のレベルに対応したポーンを召喚できる｡
救済
近年、半島内で広がる謎の教団。ドラゴンによる滅びこそが人類を苦しみから救う、としてその教義を広めている。
教会や領王といった体制側から敵視されており、教会においては異端宗教とされる。
各地にスパイや恭順者がおり、城内においても通じる者がいるといわれている。一方で必ずしも一枚岩ではなく組織の力の利用を企む者もいる。
魔物を操る術に長けており、スケルトンの生成やキメラの召喚などを行っている。
界王
世界を見守るもの、超常の神たる存在。
世界にドラゴンを放ち、新たな界王となる者を探している。
ドラゴンを倒し、エヴァーフォールを抜けた者の前に姿を現し、後継者として相応しいか最後の試練を与える。
自身に打ち勝った者を新たな界王とし、その者に滅ぼされることを望む。試練に敗れた覚者はその身をドラゴンへと変えられ自我を失い、世界へと放たれる。
完全なる不死者であり、神断ちの神剣リディルのみによってその身を滅ぼすことができる。
物語開始時の界王はサヴァンであり、2周目以降はオフラインでは前周の主人公、オンラインではランダムでオンラインプレイヤーの主人公が選ばれる。

## 登場キャラクター
声優は『Dragon's Dogma Dark Arisen』のもの。

### 主な登場キャラクター
キナ
声 - 小松由佳
主人公の幼馴染でありヒロインの一人。覚者となった主人公の身を案じており、竜と覚者を調べるようになる。村を離れ、呪い師の森へ一人で向かうなど行動力がある。より詳しく竜を知るために大教会へ行くことを望み、そのために修道院で暮らすようになる。
サブクエスト「静かな誓い」を完了すると大教会へと旅立ち、しばらく登場しなくなる。その後、メインクエスト「滅びの賛歌」受注後に修道院に再び姿を現すようになる。
メルセデス
声 - 沢城みゆき
ドラゴン襲来のため隣国から救援に来た女騎士。宿営地で主人公と出会う。最初は主人公の力に懐疑的だったものの、主人公が宿営地を襲撃したハイドラの首を落とすと言う活躍を見て認め、共に領都を目指すこととなる。
隣国の姫君でもあり、竜に対する援軍として馳せ参じた。だが実際には武勇に優れた兄ではなく実力のない彼女が派遣されたことから、政治的要因として遣わされたにすぎない。このことは城内でも囁かれており、自身もそれを認めている。
風断ち砦の蜂起の際、功を焦って真っ先に砦へ向かいジュリアンと対峙。
互いに国は違えど、援軍として参戦したはずが何故裏切ったのかと訴えるも、上記の政治的要因で派遣されたことを追及され決闘を行うこととなる。決闘に介入せずに見届けた場合はシルバーレイピアが貰える（介入した場合はカットラスになる）
ジュリアンのその後に関わらず、半島を離れ隣国へ帰還する。
レイナード
声 - 逢坂力
半島の各地で商売を続けている旅の商人。海風の街道でゴブリンに襲われているところを主人公に助けられる。
カサディスや領都の他、宿営地や長城砦など様々な場所でその姿を見ることができる。また、フォーニバルの裁判の際、「判決は金で動かせる」と言いつつ偽物の証明書を販売する。
自身の父の痕跡を追っており、取引回数を重ねると痕跡の「日記の切れ端」の捜索を主人公に依頼する。全ての切れ端を渡すと真実を知り、目的を果たした事から行商を辞め以降は登場しなくなる。
マデリン
声 - 甲斐田裕子
金にうるさい女商人でヒロインの一人。ドラゴンの襲撃で商品を失い、カサディスで途方に暮れていたが偶然出会った主人公に護衛を依頼し村の外へと旅立って行く。自身の店を持つことが夢であり、領都にて遂にその夢を叶える事となる。
商売に精を出すあまり非合法な品を扱い、結果的に救済との関係を疑われて領都を追われることとなる。
セレナ
声 - 潘めぐみ
呪い師の森に暮らす魔女の孫でありヒロインの一人。感情の起伏に乏しく、"おばあちゃん"の死後一人で暮らしている。ハーブ酒作りに長けており、各種ハーブと交換に分けてもらえる。
正体は覚者ソフィアのポーン。
ドラゴン出現の原因と思い込んだ市民や兵士たちに家を襲撃され、殺されそうになっていたところを主人公に助けられる。その後、カサディスの主人公の自宅に保護される。
メイソン
声 - 安元洋貴
領都グラン・ソレンにて"救済"の調査を行う男。
覚者である主人公に協力を依頼し、共に調査を行うようになる。どこか掴めない男であり、殺人すら許容する冷徹な一面を持つ。正体は大教会から派遣された密偵であり、異端である"救済"を調べていたのもそのためである。
メインクエスト「霊廟に響く呪詛」で救済幹部を殺さなかった場合は主人公に失望し、以降は登場しなくなる。
エリノア
声 - 伊瀬茉莉也
領王エドマンの正妻でヒロインの一人。
隣国より嫁いできたばかりであり、年の離れた領王ともあまり良い関係ではない。
謁見のため城にやって来た主人公と偶然出会い、恋に落ちる。その後、侍女マーベルの手引きで主人公を自室に呼び寄せるもエドマンに見つかり、涸離宮に幽閉される。
終盤、マーベルの依頼を受けた主人公によって涸離宮から助け出され、母国に戻って行った。
ジュリアン
声 - 浪川大輔
ドラゴン襲来のためにボルドア領から来た騎士。ドラゴン襲来の危機に隣国共々団結すべきと考えており、城内ですら団結が取れていない様子を見て落胆している。
実際は裏で"救済"と通じ、組織内で"無名騎士"と呼ばれる存在。上記の団結など本当は一切考えておらず、エドマンが2度目の竜征を達することで母国よりグランシスが優勢となることを危惧している。中盤、兵を率い風断ち砦にて蜂起し、メルセデスと決闘を行う。
決闘の際の主人公の行動によって彼の展開が変わる。決闘を見届けた場合は逃亡、介入して倒した場合は死亡、倒した後に竜の鼓動で蘇生させた場合は自ら出頭し、城の牢屋に監禁となる。
監禁された場合、牢屋にいる彼に会いに行くと反乱を起こした真意を主人公に伝え、魔道盾ウィザードオブウィザードをくれる。
サヴァン
声 - 上田燿司
プロローグにて操作する古の時代の覚者。
ファイターのジョブに就いており、穢れ山の頂にある竜の住処を目指す。竜の元へつながる扉を開くところでプロローグは幕を閉じる。
終盤、エヴェーフォールを抜けた先にて神たる存在、界王として再び姿を現し、メインポーンと共に主人公に戦いを挑む。
主人公に敗れると事情を説明した後、神断ちの剣であるリディルを渡して解放を求め、覚者にリディルで貫かれることで円環の輪から解放される。
なお、彼が界王として登場するのは初回プレイとタイムアタックモードの時のみ。
ドラゴン
声 - 小川真司
突如カサディスを襲撃した深紅の巨竜。主人公の心臓を奪い去り、覚者とした。穢れ山の神殿に巣食い、滅びを与える存在として畏怖されている。
エリシオンからは「偉大なるグリゴリ」と呼ばれている。
かつて竜識者、エドマンの心臓を奪い取った竜そのもの。カサディスを去った後、長城砦にて再会。主人公の最も大切なものを穢れ山へと連れ去り、自身に挑むか生贄を差出し力を得るか選択を迫る。

### カサディス
アダロ
声 - 永井一郎
漁村カサディスの村長で、主人公やキナの育ての親。かつて各地を旅したことがある。
バルミロ
声 - 平川大輔
漁村カサディスの漁師。動植物の研究者になるのが夢で、頻繁に村の外を探索しては珍しいものを調べているが、思い立ったら後先考えずに行動する性格のため頻繁に危機に陥っている。
村にいないことを心配したメリンに捜索を依頼された主人公に行く先々で行き倒れとなっているところを助けられる。
生粋の探究心からか村を出て旅に出ることを望んでおり、主人公に旅のお守りなどの物資集めを頼む。全ての物資を用意すると主人公と一晩酒を酌み交わし、どこかへ旅立つ。
ポール
カサディスにいる兵士。ドラゴンの襲撃時に古井戸の中に逃げ込んだが、その際に井戸の奥の異音に気付く。しかし、臆病な性格のため奥には進まず、そのまま井戸から出て住民に注意を呼び掛けていた。注意を呼び掛けている際、話しかけてきた主人公に井戸の調査を頼む。
ローリック
カサディスの住民。井戸の底で一人酒を楽しもうとしていた際、ポールと同じく井戸の奥の異音に気付く。その後、井戸の入口で大声で叫び足止めをしていたが、叫び声を聞きつけた主人公に井戸の調査を依頼する。
メリン
カサディスの住民。妻のマイラと子のルイスと3人で暮らしている。コルテスという弟がいたが、ドラゴン襲来の際に命を落としている。頻繁に行方をくらますバルミロを心配し、主人公に捜索を依頼する。
パブロス
カサディスで宿屋を営む男性。彼の宿屋は宿泊料金は安いものの、スキル変更・ジョブ変更ができない。ドラゴン襲撃後、村に現れるようになった盗賊の捕縛を依頼する。
クレメント
カサディスにある教会の司祭。まだ若いが、村人からは信頼されている。お祈りを行うための経典を失くしてしまい、主人公に捜索を依頼する。

### 領都グラン・ソレン
エドマン
声 - 菅生隆之
領都グラン・ソレンに居城を構えるグランシス半島の領王。元覚者であり、かつて現れたドラゴンを撃退し王となった。そのため竜王とも呼ばれる。しかし、どのようにドラゴンを退けたかは誰も知らず、付き従っていたポーンも見つかっていない。
実際はドラゴン討伐を行っておらず、代わりに生贄を捧げて王になった男。
愛する者を犠牲にして生き続けたこと、新たな覚者の出現などが重なり精神的に追い詰められており、体調がすぐれない。
ドラゴンと覚者の関係を知っている事から、内心では主人公に王位を奪われることを恐れており、メインクエスト「決戦」受注後はドラゴン討伐を諦めるように忠告する。
ドラゴンの死後はその身に心臓が戻ったことから急激に老化。「人がドラゴンに勝つことなど不可能」と考えていたことから、主人公がドラゴンと契約を交わして自身に呪いをかけたと思い込み剣を手に襲いかかるが敗北。
その後、主人公を反逆者扱いし兵士たちに捕らえさせようとするが逃げられてしまう。
城内の兵士を一掃した上で攻撃すると戦う事ができるが、この時のエドマンは桁外れの斬撃を放ってくるため正攻法ではまず勝てないようになっている。倒すとポーン性格矯正薬をドロップする。
フェステ
声 - チョー
領王の道化師で、媚びた笑顔ながらも、強い者のそばで生きることを信条としている。
常に道化師らしい言動だが、中には領王に関する核心的なことを話すなど様々な事情を知っている模様。
オルダス
声 - 相沢正輝
城内に勤務する政務官。主人公に様々な任務を伝える。
フェデル
領都城内で働く政務官。内偵調査の末に怪しい動きをする部隊の存在を掴み、その詳細を記した領王宛の密書の回収を主人公に依頼する。一方でその密書を巡ってダリオ達からは造反を捏造してまで領王に取り入ろうとする卑しい男と評される。
話が進むとジュリアンの考えに賛同したダリオ達が反乱を起こし、フェデルの内偵調査が正しかったことが証明される。
フォーニバルと懇意らしく、裁判の際には彼の無罪嘆願書をくれる。
マクシミリアン
声 - 土田大
領都正規軍団長。家柄は良いが、家督争いを避け、現在の地位にいる。主人公に竜征の任務を与える他、"救済"の調査も依頼する。
終盤に領王の命令で大勢の部下を率いて主人公を捕縛しようとするも、エヴァーフォールの穴に逃げられてしまう（この時のセリフは好感度によって異なり、好感度が低いと主人公を気に入っていなかったことを話す）。
以後は富裕区で見回りをしており、立ち入ると襲いかかってくる。
ゲオルグ
グリフィン討伐部隊の隊長。最初は領都付近でグリフィンを討伐しようとするも、仕損じてしまう。その後、蒼月塔へ逃げたグリフィンを主人公と共に討伐する。
エルサー
領都兵士。普段は宝物庫の番兵をしている。夜になると扉付近から姿を消す事があるため、この時に宝物庫に侵入してアイテムを入手する事もできる。城内の兵士の中では唯一主人公からの戦闘ダメージが通らないキャラクターであり、彼を倒すには特殊な戦闘方法を取る必要がある。
ジャコブ
領都兵士。普段は牢屋の看守をしている。エリノアと逢瀬して牢屋に入れられた主人公を嬉々とした様子で拷問していた。
捕まった場合は彼に保釈金5000Gを払えば出してもらえる。ただし牢獄の鍵を所持していればその必要はない。牢獄の鍵を持っておらず、なおかつジャコブが死亡している場合はゲーム中の時間経過で彼がリスポーンするまで待つか、チェックポイントからやり直す必要がある。
ロラン
領都兵士。蒼月塔にて主人公たちがグリフィンを討伐したところに現れ、領都に戻り戦果を報告するよう伝えた。
マーベル（英語音声ではミラベル）
声 - 中村千絵
エリノアの小さい頃からの使用人。昔の癖で度々エリノアお嬢様と呼んでしまう。言葉尻に「ねぇ」をつけるのが口癖。主人公とエリノアの逢瀬の手引をした。
最後は涸離宮から助け出されたエリノアと隣国の迎えの者と共に、母国に戻って行った。
フォーニバル
領都富裕区に住んでいる富豪。国益に大きく貢献しているが、献上品の一部を横領するなど、様々な裏の顔を持つ。本人も清廉潔白で無いことは自覚しており、これらは必要悪だと思っている。
物語中盤、横領・収賄・機密漏洩・監禁・救済への関連など様々な罪状で査問告発を受ける。覚者が証拠品を集めることで判決を左右することができ、有罪になった場合終身刑となるが、無罪になった場合は主人公に感謝し、商品を安く提供するようになる。
シモーヌ
声 - かないみか
フォーニバルの娘。反抗期の真っ盛りで、非常にわがままな性格。フォーニバルの依頼でシモーヌの面倒を見ることになった主人公をこき使う。
フォーニバルが終身刑になった場合、屋敷から追い出されて領都貧民区にいる。
アッサラーム
声 - 立木文彦
領都組合宿の主人。領都に敷かれている政令で、主人公に協力する。宿泊、倉庫整理の他、ジョブチェンジなどを扱っている。
エヴァーフォール出現時に宿を失うも、ポーンギルドで商売を再開している。
『Dark Arisen』では、彼のみ会話で好感度が上がらないようになっている。
バーナビー
声 - 内田夕夜
領土西部にあるポーンギルドのリーダーである青年。エヴァーフォールの調査を主人公に依頼する。
ステファン
領都にいる訳ありの男。元々は領都にあった研究所でサロモの同僚として働いていた。強大な魔力を宿す「サロモの魔道書」を探しており、主人公に捜索を依頼する。魔道書を渡すと後にメインクエスト「天を衝く咆哮」で再登場する。
主人公やゲオルグ率いる部隊が蒼月塔の頂上でグリフィンと対峙した際、サロモの手掛かりを追って蒼月塔を調査していたところで彼らと出くわし、強力な魔法を使って加勢してくれる。
魔導書の贋作を渡した場合は詠唱に失敗し、主人公にニセモノを掴まされたのではないかと疑惑の目を向ける。その後話が進むと疑惑が確信に変わったようで主人公に恩返しをしたことを自嘲し、はっきりと嫌悪感を示すようになる。
オースティン
領都職人区で暮らす鍛冶屋の男性。息子が死んだことで絶望し、息子を生き返らせようと藁にもすがる気持ちで様々な方法を試していたが、竜の鼓動の欠片を集めている際に虚しくなり、主人公に竜の鼓動の欠片を託す。
その後、竜の鼓動を集めた主人公に息子を生き返らせてもらい感謝する。
ウイラム
オースティンの息子。幼いころからの心臓の病気で息を引き取るが、竜の鼓動によって生き返る。
ジャスパー
領都で演説をしている男性。金策に困ったフォーニバルの依頼を受けた主人公に説得され、妻のサラ、息子のピップの了承と当面の生活費を条件に家を立ち退くことになる。
以降は領都職人区で野営している。ただし、主人公が土地を買うことで立ち退かせずにクエストをクリアすることもでき、その場合は珍しいアイテムをくれる。
立ち退かせたか否かでエヴァーフォール出現時の彼の生死が決まり、立ち退かせなかった場合は崩壊に巻き込まれて死亡してしまうが、立ち退いていた場合は職人区にいるため生き残る。
サラ
ジャスパーの妻。夫と同じく主人公に説得され、家を立ち退く。
立ち退かせていなかった場合、エヴァーフォール出現時に崩壊に巻き込まれ、夫と一緒に死んでしまう。
ピップ
ジャスパーの息子。両親と同じく主人公に説得され、家を立ち退く。
立ち退かせていなかった場合でも生き残るが、両親が帰らぬ人になったことで主人公を逆恨みし、悪魔呼ばわりする。
モンテバンク
領都でクズ物屋を営む男性。古代文字の解読なども行える。「人間がドラゴンに勝てるわけがない」と思っており、ドラゴンを討伐したという領王を信用していない。
ゲームの進行に必要なクエスト用アイテムを紛失した場合、彼の店に陳列される。また、特定クエストで入手できるゴールド系装備や特定のDLC装備(『Dark Arisen』では最初から販売)も彼の店で扱っている。
また、贋作の製作が得意で、彼に贋作を作ってほしい物と金を渡せば、一日で精巧な贋作を作ってくれる。そのため彼の店は「贋作屋」とも呼ばれている。
サロモの魔導書や竜王の指輪といったクエストアイテムも複製でき、これら贋作を依頼者に渡した場合は会話や場面が変化することもある。
領都崩壊時にアッサラーム同様店を失うが、アースミスの酒場付近で商売を続けている。その際「領王は民も街も救えなかった」と笑いながら語っている。
キャクストン
領都で武器屋を営む男性。魔法はあまり好きではない。
ある程度話が進むと、新たな武器を入荷するため、主人公に凄腕の商人と取引ができる彫像の捜索を依頼する。
アースミス
領都で酒場を営む男性。元々は傭兵だったらしく、「20年前のゴブリン掃討戦では十人長として大剣を振るった」など、主人公に様々な武勇伝を語る他、半島各地の情報にも詳しい。
酒場にある掲示板で受けられるクエストは、指定の物を彼に渡すことで達成となる。
カーミラ
領都で道具屋を営む女性。覚者に早々に目を付け、買い物を促してくる。
アンセル
領都の城で働いていた庭師。作業中にフェデルとフォーニバルの密談を聞いたために投獄されてしまうが、トムリンの依頼を受けた主人公の助けで脱獄に成功、息子と共にカサディスへ逃れる。
フォーニバルの裁判の際には、有罪の証言をする証人として同行させられる。
トムリン
アンセルの息子。行方をくらました父の手掛かりを探しにカサディスにやってきたところ、偶然出会った主人公に父親の捜索を依頼。脱獄してきた父親と再会を果たす。
ハスレット
領都富裕区の教会の修道士。教会の命でジーンと共に水神の祭壇跡の調査に来ていたが、教会一の臆病者であるために内部には進まず、先行したジーンが戻らなかったため恐怖に駆られ、応援に駆け付けた主人公に捜索を依頼する。
その後ジーンの死亡が確認されると、「彼の無念を晴らすため」と主人公に石板の回収を依頼する。
ジーン
領都富裕区の教会の修道士。水神の祭壇跡の調査を行っていたが戻らず、主人公が彼を発見した際にはすでに息絶えていた。
モーリン
一日中領都を走り回る運び屋。伝令として涸離宮と領都を行き来していたことがあり、道中にあるヒルフィギュアの丘の情報を教えてくれる。
リカート
領都南門にいる門番。ゲーム中盤、覚者の命を狙う暗殺者集団から伝言を預かっており、覚者に警告する。
ブライス
噴水広場で商売をしている露天商。かつて本土でもドラゴンの襲撃に巻き込まれた経験がある。ゲーム中盤、同じ露天商のレナと噂話をしており、ドラゴンの情報を集めるため、呪い師の森へ調査隊が向かったという話を教えてくれる。
パウドリック
領都をふらつく謎の狂人。一見世界の滅亡を願う支離滅裂な言動を繰り返す老人だが、元はエヴァーフォールの調査をしていた学者であり、調査中に気が触れてしまった。時たまメタフィクション的な台詞を発することもある。

### "救済"
エリシオン
声 - 坂東尚樹
「ドラゴンによる人間社会の破壊こそすべての魂にとっての救済である」とうたう教団"救済"のリーダー。
サイクロプスやハイドラを操り、主人公の行く手を遮る。救済のシンボルが一つ目であるため、その教義に心酔して片目を潰している。
終盤、一斉蜂起し長城砦を制圧。ドラゴンを呼び出し破滅を与えようとするも、そのドラゴンによって踏みつぶされて死亡する。
マルセロ
"救済"の幹部。異教の地下墓所で行われていた集会に参加していたが、逃走時にメイソンに捕えられて主人公に突き出されるも命乞いをする。
なお、主人公が見逃してもメイソンに殺されてしまうため、選択に関わらず結局死んでしまう。なお、竜の鼓動を使用すれば生き返らせる事もできる。
バルザック
"救済"の幹部。異教の地下墓所の最深部で入団してまだ日の浅い救済のメンバーを殺し、その死体を使ってスケルトンを呼び出していた。裏切り者のタガートとディランを始末し、主人公にも襲いかかる。
ジョブはメイジで、自身も多数の魔法で攻撃する他、スケルトンを呼び出し続ける。
タガート
"救済"のメンバー。世界の滅びなどに興味はなく、金目当てに活動を行っていた。領都歓楽区の橋の下でディランと密会を行っており、密会が発見されると覚者に取引を持ちかける。展開によっては裏切り者として地下墓所の奥深くでアンデッドに襲われている（助けることは可能だが、クエストの展開は変わらない）。
ディラン
"救済"のメンバー。まだ入団して日が浅い新人。領都歓楽区の橋の下でタガートと密会を行っており、密会が終わると領都のどこかに鍵を隠し、教団本部へ向かう。展開によってはタガート同様地下墓所でアンデッドに襲われる（同じく助けることは可能）。
トルス
"救済"のメンバーである領都兵士。主人公を偽の情報で峠の関所に向かわせ、オルダスを昏倒させて偽の情報の発覚を遅らせる。その間に献上品であるコカトリスを復活させて領都を混乱に陥れるが、自身もコカトリスの攻撃に巻き込まれて死亡する。

### その他の登場キャラクター
バーン
宿営地の兵士長。徴募隊員の訓練も担当している。
メインポーンを呼び出した主人公に、ポーンとの共闘についてレクチャーを行う。
終盤になると、訓練所で彼と一騎討ちをすることができるようになる。
竜識者
声 - 小山力也
ヒルフィギュアの丘の祠に隠遁する元覚者。心臓を奪われたまま取り返すことができず悠久の時を生きている。体の大部分は黒化しており、既に現世の存在では無くなりつつある。
前線を退いたため、主人公ら次代の覚者へ助言を与えている。
ドラゴン討伐後、心臓がその身に戻り、止まっていた時が流れたため一瞬にして灰となった。
愚者
声 - 根本泰彦
竜識者の元に控える彼のポーン。いつもよくわからないことばかり言うため愚者と呼ばれるようになった。ヒルフィギュアの丘に描かれた地上絵は彼が描いたものである。
ソフィア
呪い師の森に暮らしていた魔女。セレナの"おばあちゃん"であり元覚者。既に故人であり、幽体で姿を現す。
セレナにポーンが人間になることを伝える。
サロモ
魔術師。元々は城下町にあった研究所で研究をしていたが、野心と独占欲が強かったためか、研究を自分のものにするために同僚を殺害し研究資料を隠滅、そのまま行方をくらました。
その後再び城に現れ、国宝の「竜王の指輪」を奪って逃走。蒼月塔の頂上でオルダスの依頼を受けた主人公と対峙するも、戦いの末に敗れ、頂上から落下して死亡する。
ジョブはメイジ。バルザック同様スケルトンを呼び出すが、戦闘能力は圧倒的に高く、「竜王の指輪」を持っているため魔法の詠唱が非常に短い強敵。
モール
エルンスト城塞跡を根城にしている盗賊団の長。強面な見た目とは裏腹に理知的な性格で、彼の率いる盗賊団は規律や掟に厳しい。
ステファンが欲している「サロモの魔道書」を奪った人物でもある。好感度が高いと魔導書を譲ってくれるが、低い場合は自力で探すように言う。
パイク
モールの部下。掟を破って盗賊団を抜け、カサディスで盗みを行っていたがパブロスらの依頼を受けた主人公に捕えられる。その後は盗賊から足を洗い、カサディスで暮らしているが、選択によっては盗賊団に戻る。
オーフィス
声 - 織部ゆかり
衝天砦跡を根城にしている盗賊団の長。大の男嫌いで、パーティに男がいると即交戦状態になる。その為、交流するにはパーティを女性だけにするか、男性であれば女装する必要がある。モールの盗賊団とは違い、彼女の盗賊団は「ボスの命令に逆らわなければあとは自由」というスタンスをとっている。
ベシア
オーフィスの部下。オーフィスのペットであるサイクロプスの餌やりを担当しているが、毎回自身が食べられそうになっており、主人公に代わりに餌をやるよう依頼する。
アロン
石切り場付近にいる商人。石切り場を抜けて近道をするためにやって来たが、石切り場跡に多数の魔物が棲み着いているせいで通れず、主人公に魔物の掃討を依頼する。
クエストをクリアすると石切り場内に店を構える。彼の店では映画『ベルセルク』とのコラボ装備が購入できる。（PS3、Xbox 360版のみ）
ダリオ
風断ち砦に駐屯する部隊の隊長。思慮深い性格で、部下からの信頼も厚い。
彼が駐屯している砦は深刻な物資不足に悩まされており、主人公に補給の催促を依頼する。
終盤ではジュリアンの真意に賛同して救済に通じた兵士たちを集めて領王の戦力を削ぐべく反乱を起こす。
その不穏な動きはフェデルに掴まれており、報告をまとめた領王宛の密書を巡っては主人公に部下を差し向け、フェデルではなく自分たちに密書を渡すように要求する。
ガブリエン
風断ち砦に駐屯している兵士で、ダリオの部下。フェデルの依頼で密書を回収した主人公に接触し、密書の横流しをするよう頼む。
カストル
風断ち砦に駐屯している兵士で、ダリオの部下。フォーニバルの裁判の際、砦を離れられないダリオが自身の代わりに無罪の証言をする証人として彼を遣わす。
サイラス
宿営地に駐屯している兵士。メルセデスがハイドラの首を輸送する際にも同行しており、グリフィン討伐作戦にも参加している。展開によっては蒼月塔の外壁を進んでいる最中にグリフィンの攻撃で戦死する。
ウェストリー
宿営地に駐屯している兵士。グリフィン討伐作戦に参加するが、蒼月塔の外壁を進んでいる途中、グリフィンに捕まって窮地に陥る。彼の生死は主人公の行動次第で決まり、グリフィンを怯ませることができれば救出できる。
ロベール
眩み砦奪還部隊の隊長。主人公が先行して砦内を撹乱している際に多数の兵士を率いて眩み砦に突入、制圧作戦を展開する。
彼が生還したか否かでクリア時の報酬が大きく変わる。また、奪還部隊との合流前に彼を弓矢などで殺害するとその場でクエストクリアとなる。
ジェローム
峠の関所でロネルと共に見張りを行っている兵士。オルダスから「深手を負った遠征兵士がいるので事情を聞いてくれ」という命を受けた主人公が関所に来た際、そのような事は起きていないと説明、急いで領都に戻るべきだと進言した。
エストマ
長城砦の兵士。"救済"に城を襲撃された際、救済のメンバーが呼び出したキメラに怯えて砦の奥に繋がる扉を施錠し立てこもっていたが、主人公がキメラを倒したことで安心し、扉を開けて逃げて行った。

## ポーン
プレイヤーは「異界渡り」ことポーンというAI制御されたサポートキャラクターを最大3名まで召喚してパーティーを組むことが可能である。うち1名はメインポーンと呼ばれ、プレイヤーと一緒に旅をし、成長する。ポーンは各地にあるリムという石から召喚される。
また、他のプレイヤーが育てたポーン（サポートポーン）をオンライン経由で借りてスカウトすることができる。成長はしないが、その他のプレイヤーがレベルを上げるにあたって成長が反映される。
ゲーム中、主人公はヒロインとともにエンディングを迎えることができ、その中にはポーン（NPC）も含まれる。しかし、プレイヤーは育てたポーンとともに結ばれるエンディングを迎えることはできない。
ゲーム中の設定としてのポーンは#用語を参照。

## 職種
覚者はすべての職、メインポーンは混合強化職以外の6つの職に転職することが可能である。

### 基本職
ファイター
戦士。盾と片手剣を装備する、近接戦闘のスペシャリスト。ただ、飛行する敵への攻撃手段が皆無。基本職の中では最も力に優れる。プロローグで操作するキャラクターのジョブでもある。また、徴募隊員や衛兵はほとんどがこのジョブに就いている。
HP、攻撃力、防御力が良く伸びる。その代わり、魔法攻撃と魔法防御は伸びが悪く、スタミナもやや上がりにくい。
ストライダー
軽業師。ダガーと弓を装備し、遠近どちらからでも攻撃できる。また、大型の敵の体に上ることを得意とする。手数に優れ、機動力とスタミナが秀でている。立ち回りによっては非常に有利に戦うことができる。
全ての能力が平均的に伸びる。ただし、魔法防御力がやや劣る。
メイジ
魔法使い。杖を装備し、サブ武器はない。唯一のHP回復魔法の使い手。遠距離からの攻撃や回復、サポートに優れる。
魔法攻撃、魔法防御が良く伸びる。ただし、それ以外の能力は伸びが悪く、特にスタミナが上がりにくい。

### 上位強化職
ウォリアー
ファイターの上位強化職。両手剣、ウォーハンマーを装備できる。ファイターよりも近接戦闘に更に特化し、重い一撃を放つことができる。
能力の伸びはファイターとほぼ同じで、攻撃力の伸びが良いが、スタミナがファイター以上に上がりにくい。
レンジャー
ストライダーの上位強化職。大弓とダガーを装備できる。弓の技に秀でており、ストライダー以上の遠距離物理攻撃を行える。
能力の伸びはストライダーとほぼ同じで、スタミナが最も良く伸びる。ただし防御力とHPはやや伸びにくい。
ソーサラー
メイジの上位強化職。大杖を装備できる。メイジ同様、サブ武器はない。より強力な魔法を扱うことができる。
能力の伸びはメイジとほぼ同じで、魔法攻撃と魔法防御はメイジ以上に伸びるがHPが最も上がりにくい。

### 混成強化職
ミスティックナイト
ファイターとメイジの混成強化職。片手剣、杖、メイス、魔道盾を装備できる。エンチャント系のサポート魔法を覚え、近接戦闘も行える。魔撃砲で中距離攻撃もでき、杖を装備すれば基礎攻撃魔法も扱える。ポーン復活の際、一時的に復活したポーンを強化できる。
全ての能力が安定して上がる。ただしその性質上、このジョブのみでレベルを上げ続けると器用貧乏に陥りやすい。
アサシン
ファイターとストライダーの混成強化職。片手剣、ダガー、弓、盾を装備できる。暗殺者の職故に不意打ちなどを得意とし、カウンター技や毒技などを覚える。
攻撃力が全てのジョブの中で最も良く伸び、スタミナも伸びがいい。ただ、それ以外の能力はほとんど伸びない極端なジョブ。
唯一のステルス機能を持っており、夜にステータスが上がるというアビリティも持っている。
マジックアーチャー
ストライダーとメイジの混成強化職。ダガー、杖、魔道弓を装備できる。固有武器の魔道弓で敵を追尾する魔弾を放つことができる。杖装備時には基礎攻撃魔法を扱える。
能力の伸びはミスティックナイトとほぼ同じで、魔法防御力が上がりやすく、HPが伸びにくい。

## 敵クリーチャー
ゴブリン
赤褐色の肌を持つ小鬼。悪い木の根の精霊という設定があり、頭に生えているものは角ではなく根っこである。
棍棒を手にし数匹で行動する。棍棒を持つ普通のタイプ以外に、物を投げるタイプ、全身に盾を装備しているタイプなど種類は多彩。一匹の強い個体に従う習性が有り、隊長は他のゴブリンに比べ能力が高く、笛を吹いて味方の士気を上げる。
味方の数が減ると逃げ腰になって能力が下がり、逃げ出すものも現れる。
ホブゴブリン
黒褐色の肌を持つ大型の小鬼。棍棒ではなくサーベルを武器にしており、全体的に能力が高くなっている。また、物を投げるタイプは状態異常を引き起こす薬品を使うようになっている。
グリムゴブリン
灰褐色の肌を持つ小鬼。見た目はゴブリンと大して変わらないが、強さは比べ物にならない。他の種に比べ好戦的で仰け反りにくい上、倒れた相手に追撃まで行う。ホブゴブリン並みの大きさのものはリーダー。
オオカミ
集団で行動する狼。大柄なものはリーダーで、リーダーを倒すと連携が乱れる。
ダイアウルフ
半島の北部に生息する白い狼。オオカミの強化版といったところで、オオカミと同じく大柄なリーダーがいる。倒すと連携が乱れるのも同じ。
ヘルハウンド
終盤に出現する黒い狼。火炎弾を吐いて攻撃してくる上、ダウンした相手を遠くに引きずってから噛みつくという行動も行う。さらに炎属性の攻撃を与えると吸収して回復し、さらに強化されるという特性を持つ。油断すると熟練の戦士でもあっさり殺されるほどの強敵。
ハーピー
上空から襲ってくる、顔が女で首から下は鳥というビジュアル。飛行しながらの体当たりや、捕まえて上空へ連れ去ろうとする。また、歌を歌うことがあり、歌声を長く聞くと眠ってしまう。基本的に遠距離攻撃がないと、倒しにくい。
スノーハーピー
ハーピーの亜種。歌声の眠り効果が強くなっており、氷のブレスを吐く。
サキュバス
コウモリの羽がついた、黒いハーピー。ほかのハーピーに比べ好戦的で、猛スピードでこちらに組み付いて噛み付いてくる。歌声の眠り効果はさらに高くなっている上、呪いの効果まで付与されている。
リザードマン
緑色のトカゲ。好戦的な戦士というより縄張り意識の強い種族で、武器も元来は狩猟用のものである。水辺に生息し、手に持った槍で攻撃してくる。尻尾を切ると大幅に能力が下がり、猛スピードで逃げだす。
サルファーリザードマン
黄色のリザードマン。リザードマンより強化されており、透明になる能力を持つ。尻尾を切ると逃走するのは同じ。
ジオリザードマン
火山地帯に住む黒色のリザードマン。大型化して能力がさらに上がっており、火炎弾を吐いて攻撃する。しかし尻尾を切ると逃走する性質は残っている。
リザードマンセージ
白色のリザードマン。リザードマン系統の中では最も能力が高い上に魔法まで使うようになっている。尻尾を切っても逃げないどころかむしろ好戦的になる。
ファントム
水色の幽霊。物理攻撃は一切聞かないため、魔法攻撃か武器に属性を付与して攻撃する必要がある。取り憑かれると自力では振りほどけず、体力を徐々に奪われる。
ファンタズム
紫色の幽霊で、雷属性を持つ。触れるだけで感電してしまうため、直接攻撃は不利。
スペクター
緑色の幽霊で、さらに邪悪になったファントム。取り憑き時の体力吸収が早く、ポーンが取り憑かれると混乱状態になる。
アンデッド
動く死体。動きはのろいが仰け反りにくく、ひるまず攻撃してくる。男性と女性がおり、女性の方は能力が低い。アンデッド系は総じて炎と光属性に弱いという特徴がある。
ファットアンデッド
体内にガスを溜め込んだアンデッド。炎属性の攻撃を当てると大爆発を起こす。
ウォリアーアンデッド
兵士の死体がアンデッドと化したもの。武器や防具を身につけており、攻撃力や防御力が高い。
ラージアンデッド
ガタイがいいアンデッド。アンデッドの強化型で、非常にタフ。
スケルトン
剣を片手に襲ってくる骸骨。動きが素早く、斬撃に強い。
スケルトンメイジ
魔法を使うスケルトン。ファイアボール、サンダーレインなどの攻撃魔法を使うが、接近戦には弱い。
スケルトンナイト
戦士の骸骨。片手剣を持ったタイプと大剣を持ったタイプの2種類がいる。
スケルトンソーサラー
スケルトンメイジの強化版。新たに回復魔法を使うようになっている。
スケルトンロード
魔道盾を持つ重装備のスケルトン。非常に能力が高い上、一閃突きや円月斬りといった多数のスキルを使う強敵。出現数が非常に少ない。
ガーゴイル
動く石像。行動パターンはハーピーとほぼ同じだが、尻尾の針に石化の状態異常があるため非常に厄介。雷属性に弱い。
ワイト
魔術師の亡霊。アンデッドやスケルトンを呼び出し、自身もヴォルテクスレイジなどの魔法で攻撃してくる。亡霊ではあるが、物理攻撃は良く効く。
リッチ
ワイトよりも高位の魔術師。ワイトの強化版で、呼び出すモンスターがヘルハウンド・スケルトンロードなどかなり強力になっている。また、使う魔法もインスタントキリング・ペトリファクションなど厄介な魔法が加わっている。
サイクロプス
単眼の巨人。1対の牙を持ち、手にした棍棒で暴れまわる。中には鎧を付けた個体も存在する。総じて雷攻撃が弱点で、目玉はさらに大きなダメージを与えられる。
オーガ
食人鬼。その昔、神の呪いを受けた巨人族の末裔。サイクロプスよりは小柄だが機動力、攻撃力に優れる。女性を好み、集中的に襲い掛かる。
キメラ
獅子の頭と前足、山羊の頭と後足、蛇の尻尾を持つ魔獣。
獅子の物理攻撃、山羊の魔法攻撃、蛇の状態異常と分担して攻撃をしてくる。本体の体力ゲージは獅子と山羊の合計で、蛇の体力は別。獅子を残すと攻撃力が、山羊を残すと魔法攻撃力が上がる。
ゴアキメラ
黒く染まったキメラの上位種。キメラより凶暴で、蛇は倒しても暫くすると復活するようになっている。特に山羊はインスタントキリングや体力回復など厄介な存在になっている。その一方、氷属性に極端に弱くなっているという弱点もある。
グリフィン
鷲の上半身に獅子の下半身を併せ持つ魔獣。空を自由に飛び回り獲物を狙う。行商を中心に民間人にも被害が出ている。
フィールドでもランダムで出現するが、倒すごとに出現率が下がっていく。
コカトリス
鶏の姿を持つ魔獣。爪には毒、息には石化の効果を持つ。
中盤、"救済"の手により仮死状態のまま領都へと運び込まれ復活。一時城下をパニックに陥らせた。
ゴーレム
岩石でできた巨人。体中に複数のコアを持ち、コア以外への攻撃を受け付けない頑強さを誇る。コアに魔法攻撃は効かず、魔法職は非常に不利。また、口から光線を放つ。コアの中には一つだけ動力源があり、これを壊すと長時間ゴーレムの動きを止められる。
呪い師の森最奥に多くのゴーレムが潜む。
メタルゴーレム
金属の体を持つゴーレムの上位種。ゴーレムとは異なり体表にコアを持たず、周囲のフィールドに分散させている。
イービルアイ
巨大な眼球に触手の生えたモンスター。その昔、覚者に敗れたドラゴンが自らの眼球に最期の魔力を込めて作りだした魔法生物。
身体中を包む青白い光はあらゆる攻撃を無効化し、魔法や捕食、状態異常技を使用する。
ハイドラ
4つの首を持つ大蛇。固い鱗に覆われ頭部以外はほとんどダメージを受けない。首を切り落とすと大ダメージを与えられるが、しばらくするとまた生えてくる（ただし、切り口を炎で攻撃すると再生が遅くなる）。4つ全ての首を落とすとしばらくの間隙だらけになり、胴体にもダメージが通るようになる。
宿営地を襲撃するも主人公によって首を1つ奪われる。その首を手土産に領都へと向かうこととなる。
アークハイドラ
純白の鱗を持つハイドラの上位種。行動パターンは同じだが能力が高く、首の再生速度が非常に早くなっている。
ドレイク
竜種の1つ。赤い鱗を持った竜で口から火を噴き、自在に空を舞う。胸に心臓を持つ。
その正体は覚者の慣れの果てであり、ファイターであった頃の名残が体の大きさと力押しな面に現れている。
ワイバーン
竜種の1つ。緑の鱗を持ち竜巻を操る。他の竜種と異なり背中に心臓を持ち、地上に降りることはあまりない。
その正体は覚者の慣れの果てであり、ストライダーであった頃の名残が翼が大きく飛行に優れた面に現れている。
ウィルム
竜種の1つ。青い鱗を持ち魔法を操る。腹に心臓を持つ。
その正体は覚者の慣れの果てであり、メイジであった頃の名残が移動が苦手で翼は小さいが、魔法は得意な面に現れている。
ドラゴン
深紅の鱗を持つ竜。冒頭、主人公の心臓を奪った竜。
口から火を噴き、空を自由に舞い、魔法も唱える。胸に心臓を持つ。
ウルドラゴン
白色の鱗を持つ巨竜。エヴァーフォールに潜む最強の竜でドラゴンとは比べ物にならない力を持つ。リムを介して幾多の世界を行き来している。最古の存在であるため、詳しい記録は残っていない。
作中における最強クリーチャー。体中に覚者から奪い取った複数の心臓を持つ。オンラインでは体力が他のプレイヤーと共通になるため、間接的に他のプレイヤーと共に戦うことになる。

## Dragon's Dogma Dark Arisen
『Dragon's Dogma Dark Arisen』（ドラゴンズドグマ：ダークアリズン）は、2013年4月25日に発売された『Dragon's Dogma』の拡張版。新ダンジョン「黒呪島」の実装のほか、日本語音声のフルボイス化やキャラクターエディットのパーツ追加といった新要素が増えている。
2017年10月5日にPC、PlayStation 4、Xbox One版が日本国内でそれぞれ発売。こちらはPS3/Xbox 360版よりも解像度が向上しているほか、DLCも収録されている。また新機能として、対応したボタンにアイテムを登録しておくことでメニュー画面を開かずにアイテムの使用ができる「ホットキー」機能が実装された。PC版は日本語字幕に対応した海外版が2016年1月15日にSteamで、2017年6月5日にDRMフリーのGOG.com版が発売された。当初Steam版については日本国内からの購入が制限されていたが、2017年10月5日に日本語音声の追加されたSteam日本語版が発売された。2019年4月25日にはNintendo Switch版が発売された。
2024年12月31日時点で、『Dragon's Dogma Dark Arisen』の販売本数は780万本を記録している。

### 『Dragon's Dogma Dark Arisen』より追加された登場キャラクター
オルガ
声 - 本名陽子
夜のカサディスに現れた謎の美女であり覚者。
主人公に対し、黒呪島にある迷宮からある人物を救い出してほしいと依頼するが、自分の記憶や黒呪島についてのことは思い出せずにいる。
また、呪いのかかったアイテム（黒呪アイテム）の呪いを解く力がある。
その正体はグレーテのポーン、オルガが同名の覚者オルガに憑依した姿。アッシュを絶望から解放するため、彼を打ち倒せるほどの覚者を求めていた。
バロック
声 - 藤原啓治
黒呪島地下迷宮を彷徨う覚者。
長い間、黒呪島を彷徨っているが正気を失わず主人公に協力してくれる。
錬金術に長けており竜強化以上の武具強化を行ってくれる。
アッシュ
声 - 東地宏樹
覚者。かつてグレーテに救われ彼女を母として、師として、女として愛した男。
ドラゴンの手によりグレーテを失うも、自身も覚者となる。グレーテと同じ姿を持った彼女のポーン、オルガを連れる内に彼女を愛するようになる。旅路の末にドラゴンと再度対峙する。
グレーテ
声 - 大原さやか
覚者。アッシュの恩人であり、彼を連れ世界を見せた女性。
ドラゴンを倒すも界王との戦いに敗れる。後に彼女のポーンであるオルガにその姿は受け継がれた。
ダイモーン
声 - 土師孝也
黒呪島最深部の聖堂に座する迷宮の主。
その正体は絶望の末、魔物へと姿を変えた元覚者アッシュ。
アッシュの心臓を奪い、再度現れたドラゴンは界王に敗れたグレーテのなれの果てであった。自身を倒すか、オルガを差し出すか迫るドラゴンを前にしたアッシュは絶望し、全てのものを、輪廻をも滅ぼす道を選択し、その身を堕とした。
2周目以降は覚醒し、胸部に竜の頭部が浮かび上がる。
アルサコス
覚者。黒呪島の追憶の石碑の記録者として名前のみ登場する。
1年あまり黒呪島を彷徨い続け、仲間を得る事も叶わず従者であるポーンも失い、やがて黒呪島に響く声に精神を蝕まれ、孤独と絶望の末に正気を失っていく。
自らの信じるもの、使命すら忘却するに至った彼は、やがて自らの使命は祖国に恒久の平和をもたらすこと、そのためにドラゴンに覚者の魂を生贄として捧げ続ける事であると考えるようになり、黒呪島を訪れる覚者の魂を狩る存在へと身を堕とす事になる。

### 『Dragon's Dogma Dark Arisen』より追加されたモンスター
デス
いわゆる死神。巨大な鎌とランタンを持ち黒衣に身を包んでいる。空中を浮遊し、覚者の命を求め徘徊する。HPと防御力が高く非常にダメージが通りにくく、一定の時間が経つか一定のダメージ（ゲージ1本分）を与えると退却するため、一回の戦闘で討伐するのは難しく、長期戦になりやすい。他のモンスターとは違い撤退されても与えたダメージは回復しないため、複数回に渡って戦うこととなる。持っているランタンを照らし睡眠状態にする攻撃と、鎌による一撃必殺の攻撃を放つ。鎌の攻撃を受けるとプレイヤーは即死、ポーンは即ロストとなる。あるクエストではデスの討伐が目標となる。
グレーターゴブリン
ゴブリン種の一種で棍棒を用いた近接攻撃が得意。大型ゴブリンであり耐久力や攻撃力に優れるが、魔法攻撃に弱い。
ゴブリンシャーマン
ゴブリン種の一種で魔法による遠隔攻撃が得意。小型ゴブリンであり魔法攻撃と魔法防御に優れるが、物理攻撃にはめっぽう弱い。
カースドラゴン
黒呪島に住まう腐死竜。肉が落ちて骨が見えている個所もある。魔法は使わない代わりに、攻撃力が非常に高くなっているのが特徴。ブレスを受けると持っているアイテムが腐敗してしまう。心臓は胸の部分にあり、そこが弱点なのは他のドラゴン系と同じ。他のドラゴン系に比べ、倒した際に武器が変異する確率が高い。
ガルム
巨大な狼のような姿をしたモンスター。基本的な行動パターンはヘルハウンドなどの狼型モンスターと似ているが、暗闇状態にするブレスや大きく吹き飛ばされ落下ダメージも受ける突き上げ、非常に威力の高いダウン引きずりからの噛み付きなど攻撃手段は多彩。
サラマンダー
リザードマン系の最上位種。常に炎を纏っており、触れると延焼状態となる。尻尾を切断するか水をかけることで炎が消え、弱体化する（一定時間でまた点火する）。槍は所持していないが口から火炎を吐く。見た目通り氷属性には非常に弱い。
エルダーオーガ
オーガの上位種。行動パターンはオーガと同じだが能力は桁違いに強化されている。女性を好むオーガとは違い、死体（特に男性の肉）を好む。
ストリゴイ
赤いコウモリのような姿をしたモンスター。ガーゴイルの強化版といったところで、素早く飛行して吹き飛ばし効果のある体当たりを行う他、拘束されると尻尾についている鋭い針を刺して血液を摂取する。血液を採取されると能力が大幅に上昇するが、倒した際に落とすアイテムが豪華になる（この状態でしか落とさないアイテムもある）。
エリミネーター
上半身裸の牛頭の人間のような姿をしたモンスター。主な武器は大槌。プレイヤー側で言うところのウォリアーであり、魔人突きや大輪斬を放つ。物理攻撃には強いが、反対に魔法攻撃には弱い。弱点は頭で、そこを狙うと仰け反りやすい。兜の形状が2種類あり、それぞれ落とすアイテムが微妙に違う。
リビングアーマー
死んだ人間の魂によって動かされている鎧で、破壊されてもなお動く。剣技・魔術ともに優れている。一定ダメージを与えると鎧が半壊し、物理ダメージが通りにくくなる。プレイヤー側で言うところのミスティックナイトであり、盾で攻撃を防ぐほか、魔石柱を放つ。
バンシー
金切り声をあげる女性型のアンデッド。声を聞くと一定時間行動不能になってしまう。魔法防御力は高いが、アンデッドにしては珍しく氷属性が有効。
ポイズンアンデッド
大柄な体格が特徴のアンデッド。体内にたまった毒素を用いた攻撃が得意で、地面に毒を吐いてこちらの行動を制限する。耐久力も高いが、炎と聖属性には弱いまま。
ゴアサイクロプス
サイクロプスの上位種。サイクロプスより細身であるがより攻撃的であり、近くにある岩や火薬樽を拾って投げつけてくる。弱点が雷属性から氷属性に変わっているが、状態異常に弱い点や、目玉が弱点であることは変わっていない。
囚人ゴアサイクロプス
手枷と足枷、鉄仮面を身に着けたサイクロプス系の最上位種。通常のゴアサイクロプスよりステータスは高く、下位種より更に大きくまさに巨人。最初は拘束されているが一定のダメージを与えると拘束を引きちぎり、暴れまわる（出現場所によっては最初から動き回っていることもある）。
ゴールデンナイト&シルバーナイト
二人組の骸骨騎士。主に二体一組で登場し、抜群のチームワークを誇る。片手剣と盾を持つゴールデンナイトは直接攻撃を行い、攻撃力が非常に高い。メイスと魔道盾を持つシルバーナイトは魔法を中心に攻撃し、防御力が高い。複数現れた場合は同時に現れた全てのナイトを倒さないと倒したことにならないが、どちらも倒された味方を復活させる魔法を使う。
ゴールデンナイトは多額の金、シルバーナイトは大量のリムを必ずドロップする。
スケルトンブルート
巨大な骸骨。ステータスは上がっているが、行動パターンはスケルトンと同じ。
ワーグ
小柄な獣の姿をしたモンスター。集団で獲物に襲いかかり、かみついて毒を注入するのが特徴。行動パターンは本編に出てきたオオカミとほぼ同じだが、大柄なリーダーはいない。能力としてはダイアウルフの強化版といったところ。
セイレーン
ハーピー系の最上位種。行動パターンはハーピーとほぼ同じだが、癒しの歌で他の魔物を回復させる。
さまよえる戦徒
黒呪島の呪いによって変貌したポーンたちで、主を探し回っているが、本来の考えを失っている。
かつてファイター、メイジ、ストライダーのジョブについていた者もいる。また、本来はいないはずのマジックアーチャーのポーンもいる。
レイス
ファントム系の最上位種で、赤い亡霊。ファントムと同じく憑依して体力を奪うが、強化はされない。ただ、魔法防御力が大幅に上がっている、すれ違いに当たると呪い状態になるなど強化されている点も多い。
マンイーター
宝箱の中に潜む、金色のヘビのような姿をしたモンスター。宝箱を開けたキャラクターに噛み付き体力が0になるとそのまま丸呑みされる他、インスタントキリングなどの強力な呪文を唱える。一定の時間が経つと退却する。
ゲイザー
「真理の虚しきを知る祠」に出現するボス。固い外殻に覆われた眼球のモンスターで、イービルアイの強化版と言える。触手攻撃のほかに魔法を使う。目玉以外には攻撃が通らず、近距離職は不利。ただ、触手攻撃を本体に当てることができると地上に落下して攻撃のチャンスとなる。本体に掴まることができるので目玉に直接ダメージを与えることができる。
ダークビショップ
「瘴気の満ちる聖堂」に出現するボス。ワイト系の最上位種。黒呪島にある聖堂に潜む光り輝くアンデッドの司祭であり、ヴォルテクスレイジやインスタントキリング、ゾーンオブザゴッドなどの高位魔法を放つ。必ずカースドラゴンを引き連れて出現し、ダークビショップがドラゴンに憑依することもある（ただし、通常のカースドラゴンよりも能力は低い）。
リザードマン巨大種
黒呪島に生息するリザードマン系の巨大種。リザードマン、サルファーリザードマン、ジオリザードマン、リザードマンセージの4種が存在する。いずれも通常種より体格が大きく、攻撃力や体力も高い。
ドラゴン凶種
黒呪島に生息するドラゴン系の強化種。ドレイク、ワイバーン、ウィルムの3種が存在する。いずれも体表に炎、電気、氷を纏っており通常種より凶暴。ドレイク凶種は物理攻撃に極端に強く、ウィルム凶種はインスタントキリングやスローを連発する強敵と化している。
ダイモーン
黒呪島の主。黒い巨体に翼と角を持ち悪魔のような姿をしている。
物理、魔法どちらも使いこなす強敵。体にしがみつくと自身の体を延焼させ振り解いてくる。体力が減ってくると直接、異界の扉を開きポーンをロストさせてくるが、この攻撃のあとは隙だらけになる。
2周目以降は体力がわずかになると覚醒する。全パラメーターが上昇し、更に強力な攻撃を放つようになる。前述の異界開きもより長時間行うようになる。

## 主なスタッフ
- 『Dragon's Dogma』
  - プロデューサー：小林裕幸
  - ディレクター：伊津野英昭
- 『Dragon's Dogma Dark Arisen』
  - エグゼクティブプロデューサー：小林裕幸
  - プロデューサー：松川美苗
  - ディレクター：木下研人

## 主題歌
B'z『Into Free -Dangan-』
牧野忠義『Eternal Return』
『Dragon's Dogma』主題歌。
Raychell『Colis of Light』
『Dragon's Dogma Dark Arisen』主題歌。

## 評価・受賞歴

### 受賞
- 日本ゲーム大賞 2011 - フューチャー部門[38][39]
- CEDEC AWARDS 2012 - プログラミング・開発環境部門 優秀賞[注 2][40]
- PlayStation Awards 2012 - ユーザーズチョイス賞[41]
- ファミ通アワード 2012
  - 優秀賞[42]
  - 特別賞 ルーキー賞[42]

## 関連作品

### Dragon's Dogma Quest
2013年7月23日にiOS用、2013年12月19日にPlayStation Vita用にダウンロード配信開始されたRPG。iOS用は2014年10月14日、PS Vita用は2015年1月30日に配信終了した。
基本プレイ無料のアイテム課金制。課金アイテム「竜の鼓動」は、ゲームオーバー時の即時コンテニューやカードガチャの利用などに使用する。
3DタイプのオープンワールドアクションRPGだった『Dragon's Dogma』に対し、本作は2DタイプのカードRPGとなっている。プレイヤーはフィールド画面から町やダンジョンにカーソルを合わせ、目的地を決定することでゲームを進めていく。ダンジョン内での移動や戦闘は各種カードによって行われ、プレイヤーは覚者としてポーンに武器やジョブをセットし、行動を指示することで敵と戦う。
本作の世界観は『Dragon's Dogma』のパラレルワールドの一つという設定であり、『Dragon's Dogma』に登場した一部のキャラクターたちも登場している。また、当時連載中だったコミカライズ作品『DRAGON'S DOGMA PROGRESS』とのコラボなども行われた。
開発は『Dragon's Dogma』のスタッフの多くが引き続き担当しており、ディレクターを担当した伊津野も本作ではエグゼクティブディレクターとして参加している。なお、本作は最初から『Dragon's Dogma』のゲームとして開発されていたわけではなく、当時開発中で名前の決まっていなかった本作に、ゲーム性や知名度などの観点から『Dragon's Dogma』のタイトルをつけたという経緯がある。

### 漫画
DRAGON'S DOGMA PROGRESS
作画・平野博寿、監修協力・カプコン
白泉社ヤングアニマルのweb雑誌サイト・ヤングアニマルDensiにて2013年4月26日から2014年6月27日まで連載された。

### 小説
Dragon's Dogma -The Beginning-
著：水野良、イラスト：末弥純
パッケージ版『Dragon's Dogma』の先着購入特典。本編のプロローグに登場する覚者・サヴァンとそのポーン・サルドの冒険を描いた書き下ろし小説。プロローグのさらに前日譚に当たる内容で、サヴァンの主君である覇王レオナールや、その娘でありサヴァンの想い人でもあったエリーゼ王女など独自の人物も登場する。
後に『Dragon's Dogma Dark Arisen』発売時や、PS4/Xbox One/PC版発売時に公式サイトで全文が公開された。

### Webラジオ
ドラゴンズドグマ 覚者ラジオ
『Dragon's Dogma』公式サイトと音泉にて、2012年8月24日から9月21日まで配信された。パーソナリティは、安元洋貴と逢坂良太。
ドラゴンズドグマ：ダークアリズン 覚者ラジオ
音泉にて、2013年3月28日から5月9日まで配信された。パーソナリティは、前ラジオ番組『ドラゴンズドグマ 覚者ラジオ』に引き続き、安元洋貴と逢坂良太。

## Webアニメ
2019年3月12日に発表された本作のアニメーション作品で、正式タイトルは、NETFLIXオリジナルアニメシリーズ『ドラゴンズドグマ』。オンライン映像配信サービスであるNetflixから2020年9月17日に全世界独占配信、制作プロダクションはサブリメイション。
ストーリーとしては、己の心臓をドラゴンに奪われた覚者による復讐譚で、ドラゴン以外にも七つの大罪を意味するモンスターが登場するとされる。

### ストーリー（Webアニメ）
カサディスの村に住む青年イーサンは、あるときドラゴンの来襲により村を焼かれ、愛する妻と自身の心臓を奪われる。「ポーン」の民の導きにより「覚者」として復活したイーサンは、全てを奪ったドラゴンへの復讐を誓い、戦いの旅へと出発する。

### 登場キャラクター（Webアニメ）
イーサン
声 - 中村悠一
ドラゴンに妻と自分の心臓を奪われたことでドラゴンに復讐を誓う覚者。優しく温厚な性格であったが、旅で訪れた人々の欲にまみれた姿や、闘いの中で覚醒しはじめたことで、荒々しく変貌していく。目的であったドラゴンをハンナとの協力で倒したものの、代償として自らもドラゴンへと変貌してしまう。人間としての心がまだ残ったままハンナに愚かな人間を守ってくれと託し、空へと旅立った。
ハンナ
声 - 水樹奈々
イーサンの窮地を救い寄り添うポーン。出会った当時は人間の考えや行動力に理解を難していたが、共に旅をすることで徐々に理解を示していく。イーサンの命令は全て聞いてきたが、ドラゴンになる前に自分を殺してくれという命令には大粒の涙を流しながら拒んだ。イーサンが最後に残した形見のブレスレットを付け、その後は、人々の平和を願いながら旅をしている。
オリビア
声 - 沢城みゆき
イーサンが心から愛する妻。村が襲われドラゴンの吐く炎に包まれた。
ルイ
声 - 三瓶由布子
イーサンとオリビアが可愛がっている少年。村が襲われドラゴンに飲み込まれる。
サライ
声 - 三森すずこ
サイクロプスの生贄として差し出されたところをイーサンたちに助けられた少女。
エリザベス
声 - 恒松あゆみ
旅の途中、ゴブリンたちに襲われていたところをイーサンとハンナに助けられる。傲慢な性格で金持ちであるデオとは財産目当てで結婚したが、村がドラゴンに襲われたことで水の泡となり、デオに対しても冷めた態度をとっていた。たくましいイーサンに対し体を求めたが拒まれる。護衛であるシモンとも関係をもっていた。再びゴブリンに襲われた際にデオが必死で追い払った姿に惚れ直した。
デオ
声 - 興津和幸
エリザベスの夫。性格が気弱なため、ゴブリンに襲われているエリザベスに対しても動けずじまいだった。また彼女が他の男性と関係を持っていることを知りつつ言い出せなかったが、再びゴブリン勢に襲われた際に無我夢中で剣を振りかざし追い払ったことで勇気が見につく。ただし、これまでのエリザベスへの嫉妬心から彼女を剣で殺してしまう。彼女が再び自分に振り向いてくれたことを知ると、絶望感からその場で自害した。
バルタザール
声 - 中川慶一
デオとエリザベスを護衛する領都兵。冷静で慎重な性格で貧しい貴族の三男坊。新たな任務から再会したイーサン達との協力で魔物を倒したものの、隠し持っていた財宝に目がくらみ独占しようとしたため、任務を報告すると語ったシモンを刺す。やがてシモンとの相討ちから目が覚めたもの、お互い致命傷を負ったため、二人で息をひきとった。
シモン
声 - 鶴岡聡
バルタザールの幼馴染で親友の領都兵。おしゃべりで明るい性格。根は真面目でキレイごとは言わない。
ドラゴン
声 - 菅生隆之
イーサンから全てを奪ったレッドドラゴン。

### スタッフ（Webアニメ）
- 原作 - CAPCOM[53]
- 監督・演出 - 須貝真也[53]
- 脚本 - 砂山蔵澄[53]
- キャラクターデザイン - 西村郁[53]
- エグゼクティブプロデューサー - 櫻井大樹[53]
- 共同プロデューサー - 小林裕幸、北原隆[53]
- アニメーション制作 - サブリメイション